# عبداللطیف ضیف الله
عبداللطیف ضیف الله (انگلیسی: Abdul Latif Dayfallah؛ زادهٔ ۱ ژانویه ۱۹۳۰ – درگذشته ۲۷ مارس ۲۰۱۹) یک سیاست‌مدار اهل یمن بود. عبداللطیف ضیف الله در ۲۷ مارس ۲۰۱۹، در سن ۸۹ سالگی درگذشت.